# سکس آینده/صداهای عشق
«سکس آینده/صداهای عشق» (به انگلیسی: FutureSex/LoveSounds) یک آلبوم از هنرمند اهل ایالات متحده آمریکا جاستین تیمبرلیک است که در ۱۲ سپتامبر ۲۰۰۶ منتشر شد.